# Мидлбург (Северна Каролина)
Мидлбург (енгл. Middleburg) град је у америчкој савезној држави Северна Каролина.

## Демографија
По попису из 2010. године број становника је 133, што је 29 (-17,9%) становника мање него 2000. године.
| Група             | 2000.       | 2010.      |
| Белци             | 53 (32,7%)  | 39 (29,3%) |
| Афроамериканци    | 103 (63,6%) | 85 (63,9%) |
| Азијати           | 0 (0,0%)    | 0 (0,0%)   |
| Хиспаноамериканци | 6 (3,7%)    | 4 (3,0%)   |
| Укупно            | 162         | 133        |